# Dracaena adamii
Dracaena adamii är en sparrisväxtart som beskrevs av Frank Nigel Hepper. Dracaena adamii ingår i släktet dracenor, och familjen sparrisväxter. Inga underarter finns listade i Catalogue of Life.